# غاري بانستر
غاري بانستر (بالإنجليزية: Gary Bannister)‏ هو لاعب كرة قدم بريطاني، ولد في 22 يوليو 1960 في وارينغتون في المملكة المتحدة. شارك مع منتخب إنجلترا تحت 21 سنة لكرة القدم. أما مع النوادي، فقد لعب مع أكسفورد يونايتد ودارلينجتون إف سى وستوك سيتي وشيفيلد وينزداي وكوفنتري سيتي وكوينز بارك رينجرز ولينكولن سيتي أف سي ونوتينغهام فورست ووست بروميتش ألبيون.

## وصلات خارجية
- غاري بانستر على موقع قاعدة بيانات كرة القدم.إي يو (الإنجليزية)
- غاري بانستر على موقع Soccerbase.com (لاعب) (الإنجليزية)
- غاري بانستر على موقع عالم كرة القدم.نت (الإنجليزية)